# Columbretes
Die Islas Columbretes (valencianisch Illes Columbretes) sind ein spanischer Archipel, der aus vier vulkanischen Inselgruppen besteht, die sich um die Hauptinseln Columbrete Grande, Ferrera, Forrada und Bergantín Carallot gruppieren. Insgesamt handelt es sich um rund 25 einzelne Inseln und Klippen. Sie liegen im Mittelmeer, genauer im Golf von Valencia im Balearen-Meer, rund 55 km östlich des Stadtzentrums von Castellón de la Plana, der Hauptstadt der Provinz Castellón, zu der sie seit dem 14. November 1955 gehören.

## Geographie
Die Inseln stehen als Naturpark unter Naturschutz und umfassen eine Fläche von 19 ha, wovon 13,33 ha alleine die größte Insel, die Columbrete Grande, einnimmt. Die höchste Erhebung des Archipels, Montcolibre (Monte Colibre) im Norden der Hauptinsel Columbrete Grande, beträgt 67 m über dem Meer.
Der Name der Inseln stammt von griechischen und römischen Seefahrern, die sie in ihren Seekarten festhielten. Anfangs gab man ihnen die Namen Ophiusa oder Colubraria, aufgrund der zahlreichen Schlangen, die man dort vorfand. Jahrhundertelang dienten die Inseln als Sitz und Zufluchtsort von Piraten und Schmugglern.
Im 19. Jahrhundert befreite man die Inseln mit Feuer von den Schlangen und stellte einen Leuchtturm an der höchsten Stelle auf, der bis zur Automatisierung 1975 von Leuchtturmwärtern bedient wurde.
Eine Zeit lang waren die Inseln unbewohnt, bis 1988 die Regierung der Autonomen Region Valencia Parkwächter einstellte, als die Inseln zum Naturpark erklärt wurden.
Die Inseln sind ein beliebter Tauchort. Allerdings benötigt man eine Genehmigung zum Betreten der Inseln, da sie über eine einzigartige schützenswerte Flora und Fauna verfügen. Trotz der Einstufung als Naturpark ist das Fischen in den Gewässern um die Inseln erlaubt.
Wichtigste Inseln und untermeerische Bänke, gruppiert nach Inselgruppen:
| El Grupo de l'Illa Grossa (14,30 ha)                                                                                     | El Grupo de la Ferrera (1,95 ha) | El Grupo de la Horadada (2,21 ha)                                                                                             | El Grupo de Bergantín o Galiano (0,49 ha)                                                                                       |
| --- | --- | --- | --- |
| Columbrete Grande (Grosso) (13,33 ha) Tranca Timones (40 m²) Mancolibre (0,56 ha) Senyoreta (0,14 ha) Mascarat (0,27 ha) | La Ferrera (Malaspina) (1,53 ha) Espinosa (0,03 ha) Bauzá (0,25 ha) Valdés (0,04 ha) Navarrete (0,10 ha) Laja Navarrete (50 m²) El Ciscar, El Fidalgo | Piedra Joaquín (20 m²) La Horadada (Foradada, Ferrer) (1,63 ha) Lobo (Foradadeta) (0,47 ha) Méndez Núñez (0,11 ha) Jorge Juan | El Bergantin (Galiano) (0,414 ha) Cerquero (0,03 ha) Churruca (0,04 ha) Baleato (0,01 ha) Ulloa, Patiño, Luyando, Mendoza, Díaz |

## Geomorphologie
Das Vulkanfeld der Columbretes-Inseln sitzt am Außenrand des Ebro-Kontinentalschelfs auf einer 60 Meter hohen, 12 Kilometer langen und 4 Kilometer breiten untermeerischen Aufwölbung, die in 80 Meter Meerestiefe gipfelt. Ihr Kern dürfte aus paläozoischen Metamorphiten aufgebaut werden, die einen Horst an dem linksverschiebenden Westeuropäischen Riftsystem bilden.
Zum weiter östlich gelegenen Schelfrand in 160 Meter Wassertiefe sind es rund 10 Kilometer. Er fällt mit etwas über 5° bis auf 1200 Meter Wassertiefe in den Valencia-Trog ab. An seiner Kante hat sich ein riesiger, bis zu 20 Kilometer breiter Massenstrom gelöst, der nahezu die gesamte Schelfkante überdeckt und nach 15 Kilometer in 1150 Meter Tiefe zum Stehen kam.

## Geologie
Der Vulkanismus begann in den Columbretes-Inseln im ausgehenden Oligozän und war anfangs noch  kalkalkalischer Natur. Ab dem mittleren Miozän erfolgte ein grundlegender Wechsel zu alkalischen Vulkaniten, vorwiegend Basaniten, die zwischen 1,0 und 0,3 Millionen Jahren die Insel Columbrete Grande in vier durch Diskordanzen getrennte Zyklen aufbauten. Die Inselgruppen im Süden bestehen ihrerseits aus Phonolithen. Die Inseln sind allesamt von starker mariner Erosion betroffen. Sie werden aber von zahlreichen untermeerischen Vulkanbauten umringt, welche die holozänen Decksedimente verformen bzw. durchdringen. Diese Strukturen dürften daher ein ausgesprochen junges Alter besitzen und nicht älter als 13.000 Jahre sein.